# Alžírské námořnictvo
Alžírské námořnictvo je součástí ozbrojených sil Alžírska. K roku 2008 ho tvořilo 6900 mužů. Hlavní základny jsou v Alžíru, Mers-el-Kebíru a Jijel. Země má i vlastní Pobřežní stráž. K hlídkování používá rovněž lehké letouny a vrtulníky. V roce 2011 námořnictvo tvořily 4 ponorky, 3 fregaty, 6 korvet, 22 hlídkových lodí, 3 výsadkové lodě a 3 pomocné lodě. V posledních letech přitom prochází modernizací a expanzí.

## Historie
Rozvoj alžírského námořnictva začal poté, co země přestala být francouzskou kolonií. Hlavním dodavatelem se přitom stalo SSSR, díky jehož pomoci mělo být schopné konkurovat námořnictvům Maroka a Libye. V roce 1967 dodal Sovětský svaz do Alžírska první třídy raketové čluny třídy Osa I, šest raketových člunů třídy Komar a dvanáct torpédových člunu třídy P6. V druhé polovině 70. let ho dále posílilo devět raketových člunů modelu Osa II. Značný rozvoj námořnictva nastal v letech osmdesátých. V jejich první polovině sovětský svaz Alžírsku dodal tři fregaty třídy Koni, tří korvety třídy Nanuchka a výsadkovou loď typu Polnocny B. Naopak z Velké Británie byly dodány dvě výsadkové lodě Kalaat Beni Hamed a Kalaat Beni Rached a dvanáct hlídkových dělových člunů třídy El Yadekh. V druhé polovině 80. let navíc země získala dvě moderní ponorky projektu 877EKM (Improved Kilo) (nahradily dva kusy staršího Projektu 633), které v 90. letech nechala modernizovat.
V poslední dekádě Alžírské námořnictvo prochází modernizací svých sil, které tak mají lépe čelit pašeráctví, ilegální imigraci a hrozbě terorismu podél tisícikilometrového pobřeží země. Udržuje také síly odpovídající jeho tradičnímu rivalu v podobě Marockého královského námořnictva. Pro doplnění ponorkových sil byly v roce 2006 objednány dvě ruské ponorky Projektu 636E, které byly dodány roku 2010. Další dvě jednotky projektu 636E byly dodány roku 2019.
Výrazně posílila také kategorie korvet. Od roku 2007 probíhal tendr, v němž se utkaly britské fregaty typu 23, francouzské fregaty třídy FREMM a ruské korvety Projektu 20382 Tigr. Nakonec zvítězil ruský projekt, od kterého byly roku 2011 objednány dvě jednotky. Ve stejném roce navíc země objednala výsadkovou a podpůrnou loď Kalaat Béni Abbès, která je modernizovanou verzí italské třídy San Giorgio. V březnu 2012 navíc Alžírsko podepsalo kontrakt na dvě nové fregaty třídy Erradii německé typové řady MEKO, které představují zvětšenou verzi jihoafrické třídy Valour a palubní vrtulníky Super Lynx. Rovněž v roce 2012 byly v ČLR objednány tři korvety třídy Adhafer.
Kromě akvizice nových plavidel došlo rovněž na modernizaci dosavadního jádra námořnictva, pocházejícího z 80. let. V roce 2007 byl s ruskou loděnicí Severnaya Verf podepsán kontakt na modernizaci fregat projektu 1159T a korvet projektu 1234E. Modernizace zahrnující výměnu 80% vybavení má prodloužit aktivní život plavidel nejméně o 10 let. V únoru 2011 byly Alžírsku předány modernizovaná fregata Murat Reis a korveta Reis Hamidou. V roce 2008 byla objednána modernizace fregaty Rais Kellik a korvety Salah Reis, které byly předány v červenci 2012. V dubnu 2012 byla objednána modernizace fregaty Reis Korfo a korvety Reis Ali. Modernizovaná plavidla nesou označení projekt 1159TM a 1234EM.

## Složení

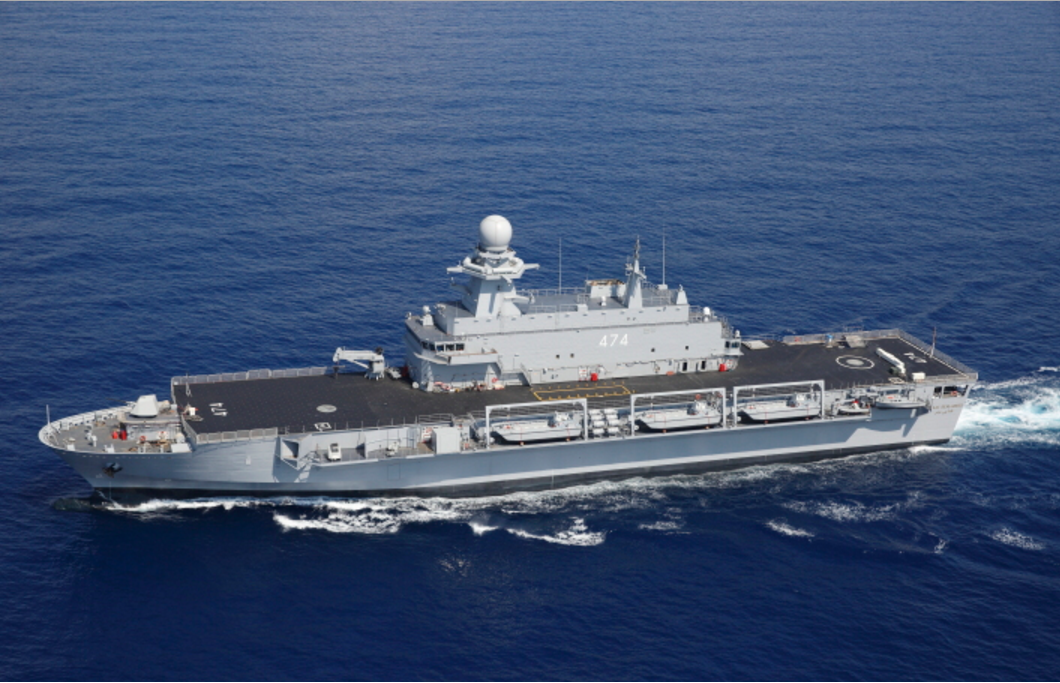
Vlajková loď Kalaat Béni Abbès (474)

### Výsadková a podpůrná loď
- Kalaat Béni Abbès (474) – vlajková loď, modifikace italské třídy San Giorgio

### Fregaty

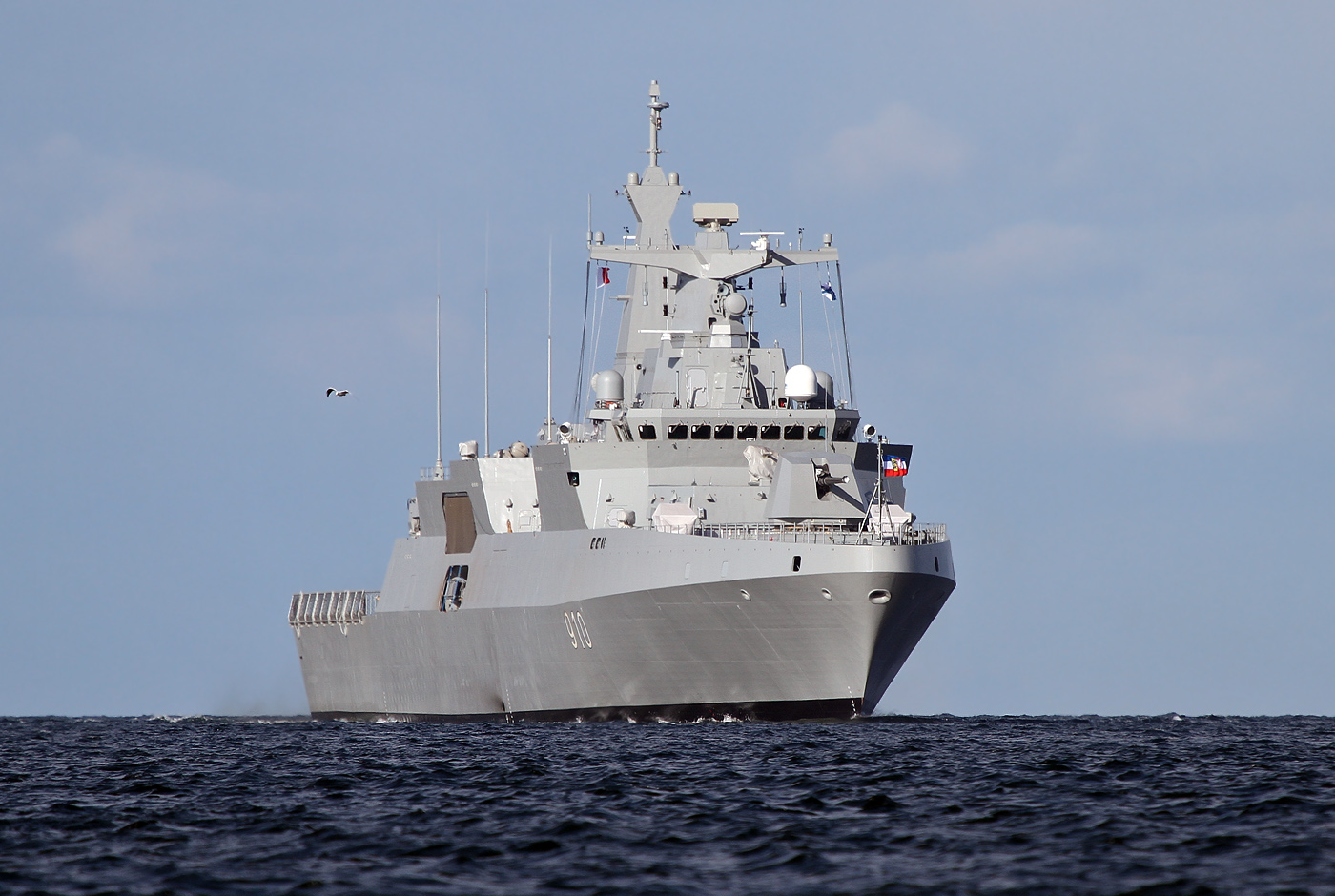
Fregata Erradii (910)

- Třída Erradii
  - Erradii (910)
  - El Moudamir (911)

- Projekt 1159TM / třída Koni
  - Murat Reis (901)
  - Reis Kellik (902)
  - Reis Korfo (903)

### Korvety
- Třída El Moutassadi
  - El Moutassadi (940)

- Třída Adhafer
  - Adhafer (920)
  - El Fatih (921)
  - Ezzadjer (922)

- Třída Raïs Hassen Barbiar (C62)
  - Raïs Hassen Barbiar (807)

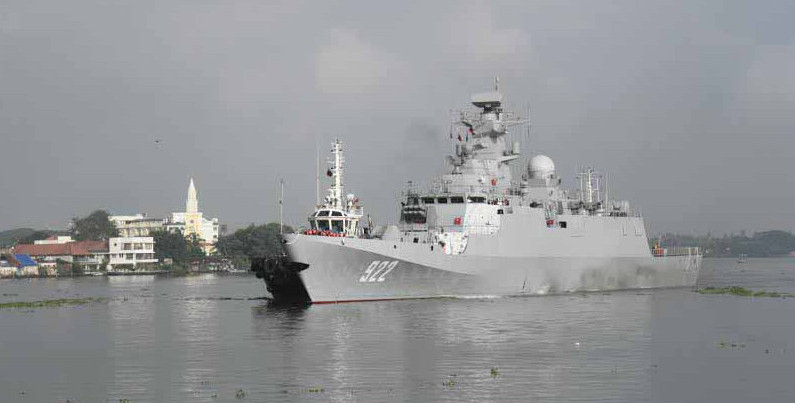
Korveta Ezzadjer (922)

- Projekt 1234EM / třída Nanuchka II
  - Reis Hamidou (801)
  - Salah Reis (802)
  - Reis Ali (803)

- Třída Djebel Chenoua
  - Djebel Chenoua (351)
  - El Chihab (352)
  - El Kirch (353)

### Ponorky
- Projekt 877EKM / třída Kilo
  - Rais Hadj Mubarek (012)
  - El Hadj Slimane (013)

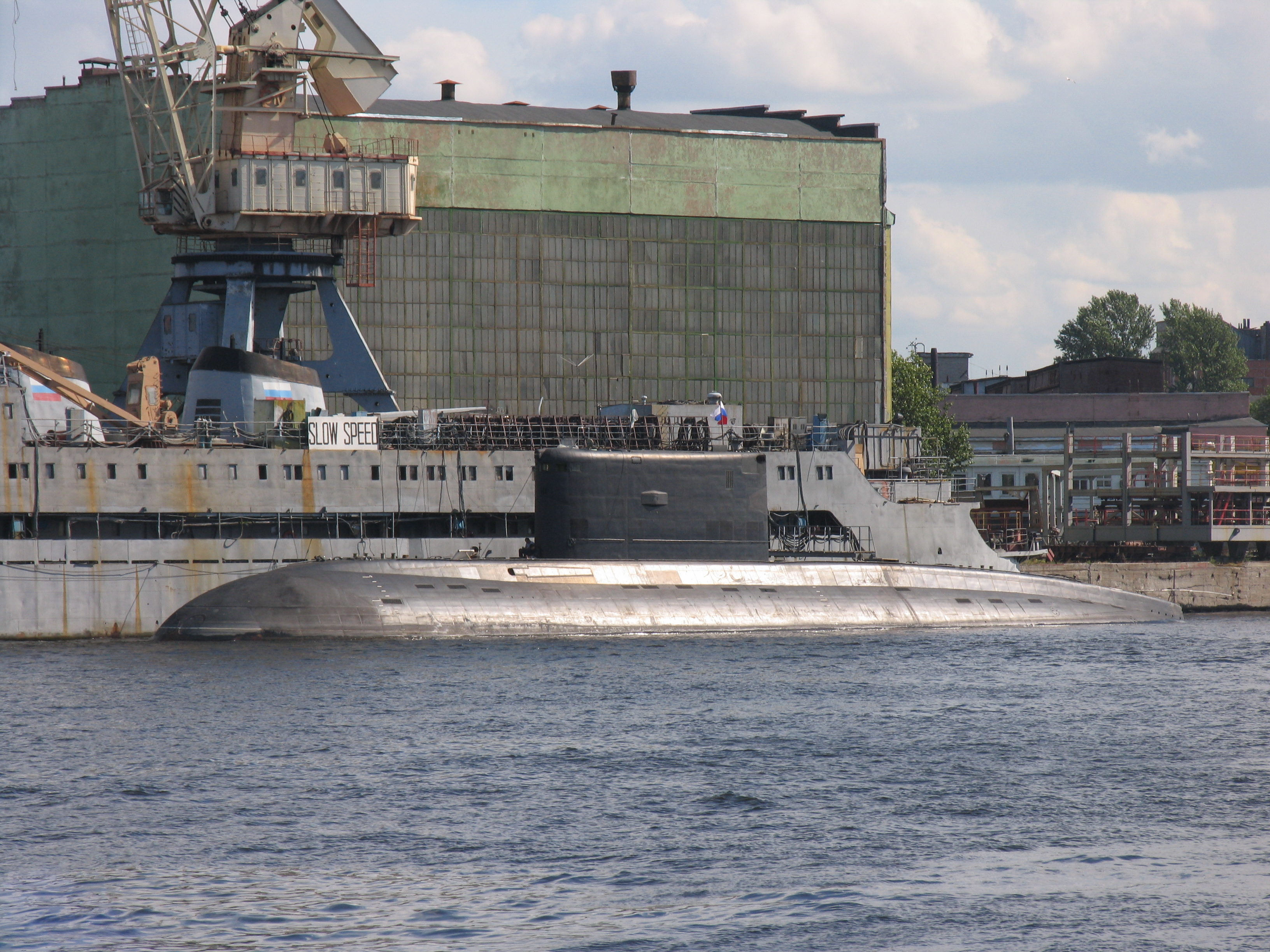
Ponorka třídy Kilo

- Projekt 636E / třída Improved Kilo
  - Messali el Hadj (021)
  - Akram Pacha (022)
  - El Ouarsenis (031)
  - El Hoggar (032)

### Raketové a hlídkové čluny
- Projekt 205 / třída Osa (11 ks)
- Třída El Yadekh (12 ks)

### Výsadkové lodě
- Třída Kalaat Beni Hammed
  - Kalaat Beni Hamed (472)
  - Kalaat Beni Rached (473)

### Minolovky
- Třída El-Kasseh
  - El-Kasseh 1 (501)
  - El-Kasseh 2 (502)
  - El-Kasseh 3 (503)

### Cvičné lodě

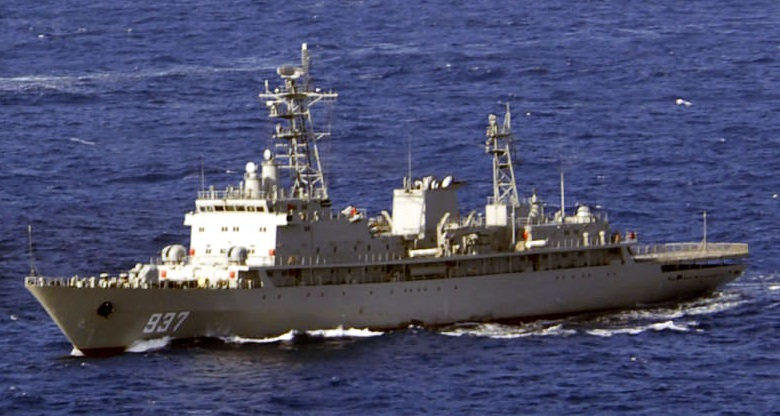
Cvičná loď Soummam (937)

- Soummam (937)
- El Mellah (938) - plachetnice

### Pomocné lodě
- El Mourafik (261) – hlídková a záchranná loď postavená v Číně a vycházející ze sovětského minolovky projektu 254
- El Masseh (205) – výzkumná a podpůrná loď

## Plánované akvizice
- Třída El Moutassadi (2 ks) – Korvety vycházející z čínského typu 056[7]